# Warp Records
Warp Records – londyńska, niezależna wytwórnia płytowa, założona w 1989 r. przez Steve'a Becketta i Roba Mitchella.
Początkowo siedziba wytwórni mieściła się w Sheffield, później została przeniesiona do Londynu. Specyficzny styl wydawnictwa kierunkowały inspiracje chicagowską odmianą electropopu i acid house. Ostatecznie jednak, Warp ukierunkowało się na wydawanie oraz promocję muzyki awangardowej, głównie nurtu IDM.

## Artyści związani z wytwórnią
- Africa Hitech
- Alexander's Annexe
- Anti-Pop Consortium
- Aphex Twin
- Autechre
- B12
- Babe Rainbow
- Baledo
- Battles
- Beans
- Bibio
- Black Dog Productions
- Boards of Canada
- Born Ruffians
- Tyondai Braxton
- Brian Eno
- Broadcast
- Brothomstates
- CANT
- Chris Clark
- Christoph Andersson
- Coco, Steel and Lovebomb
- Richard Devine
- Darkstar
- DJ Mujava
- Diamond Watch Wrists
- Disjecta
- DRC Music
- Drexciya
- Jimmy Edgar
- Eskmo
- F.U.S.E. (Richie Hawtin)
- Flying Lotus
- Gang Gang Dance
- General
- Gonjasufi
- Gravenhurst
- Grizzly Bear
- Russell Haswell
- Home Video
- Hudson Mohawke
- The Hundred in the Hands
- Ishq
- Jackson and his Computer Band
- John Callaghan
- Richard H. Kirk
- K-HAND
- Kenny Larkin
- Kwes.
- Leila Arab
- LFO
- Jamie Lidell
- Lonelady
- Mark Pritchard as Harmonic 313
- Maxïmo Park
- Mira Calix
- Chris Morris
- Mount Kimbie
- Nice Nice
- Nightmares on Wax
- PVT
- Plaid
- Plone
- Prefuse 73/Savath and Savalas
- Red Snapper
- Req
- Rustie
- Sabres of Paradise
- Jake Slazenger
- Seefeel
- Speedy J
- Sote
- Squarepusher
- Sweet Exorcist
- Jimi Tenor
- Tim Exile
- TNGHT
- Tuff Little Unit
- Two Lone Swordsmen
- Luke Vibert
- V.L.A.D.
- Vincent Gallo
- Yves Tumor